# ʿAbd al-Ilāh al-Bashīr
Il Brig. Gen. ʿAbd al-Ilāh al-Bashīr al-Nuʿaymī (in arabo عبد الإله البشير النعيمي‎?; Idlib, 1960 circa) è un generale siriano comandante in capo del Consiglio Militare Supremo dell'Esercito siriano libero dal febbraio all'ottobre del 2014.
L'alto ufficiale proviene dalla grande tribù araba degli al-Nuʿaym, diffusa in tutto il Vicino Oriente, soprattutto nei villaggi del Golan e nella campagna di Quneitra. Prima della guerra civile siriana, Noeimi ha servito come ufficiale nell'esercito siriano dov'era generale di brigata.

## Guerra civile siriana
ʿAbd al-Ilāh al-Bashīr al-Nuʿaymī ha disertato dall'esercito siriano il 13 luglio 2012, insieme a diversi altri componenti della tribù al-Nuʿaym, tra cui ʿAdnān al-Rāfiʿ, Ṣāleḥ al-Ḥammāda al-Nuʿaymī e Ṣāleḥ Bashīr al-Nuʿaymī. In seguito è stato nominato capo del Consiglio militare FSA in Quneitra.
ʿAbd al-Ilāh al-Bashīr al-Nuʿaymī ha chiesto il sostegno dell'Unione europea e gli Stati Uniti, sia per la fornitura di armi, sia per ottenere un intervento militare diretto. Il Brigadier Generale si è anche incontrato con i gruppi di opposizione iraniani, come il MEK, ed ha dato il suo appoggio per il rovesciamento del governo iraniano e l'abolizione del regime della velayat-e faqih gestito dagli Ayatollah.
Suo figlio, Ṭalāl, è stato ucciso durante gli scontri con l'esercito regolare siriano, il 26 novembre 2013.
ʿAbd al-Ilāh al-Bashīr al-Nuʿaymī è stato nominato Capo di Stato Maggiore il 16 febbraio 2014, prendendo il posto del Brigadiere generale Salīm Idrīs. La sua nomina è stata ratificata dal FSA l'8 marzo 2014. Il colonnello Haytham Afeysī, cofondatore del Fronte rivoluzionario siriano, è stato nominato vice di ʿAbd al-Ilāh al-Bashīr al-Nuʿaymī.